# Геологія Ямайки
Острів Ямайка належить до острівної дуги Великих Антіл, і є антиклінорієм, розітненим розломами північно-західного і широтного простягання. В горах Блу-Маунтінс відслонюються найдавніші гірські породи — докрейдові амфіболіти та зелені сланці. До пізньої крейди належать осадово-вулканогенні гірські породи, потужністю понад 3000 м, штоки ґранодіоритів і серпентиніти, розміщення яких контролюється розломами.
Породи крейди незгідно перекриті вулканогенно-осадовими відкладами нижнього еоцену.
Більша частина острова покрита карбонатними товщами жовтих (середній еоцен) і білих (середній еоцен — нижній міоцен) вапняків потужністю до 2000 м (родовища бокситів).
Вздовж узбережжя острова розвинені глинисто-карбонатні породи середнього міоцену-плейстоцену, а також четвертинні алювіальні відклади.
Територія Ямайки знаходиться в активній сейсмічній зоні (катастрофічні землетруси в 1692, 1900 і 1907).